# Gandhinagar, Chincholi
Gandhinagar là một làng thuộc tehsil Chincholi, huyện Gulbarga, bang Karnataka, Ấn Độ.